# Mož iz Koelbjerga
 Mož iz Koelbjerga, prej znan kot Ženska iz Koelbjerga, je najstarejše barjansko truplo in hkrati najstarejše delno okostje, ki so bili doslej odkriti na Danskem. Pripadalo naj bi pripadniku Maglemosijske kulture, ki je na tistem področju živela okoli leta 8000 pr. n. št. Njegovi ostanki so na ogled v muzeju Møntergården v Odensi.

## Odkritje
Maja 1941 so na Danskem delavci pri kopanju šote v enem od izrezanih blokov odkrili lobanjo in nekaj človeških kosti, kar so 21. maja 1941 prijavili Fyns Stiftsmuseumu. Strokovnjaki iz muzeja so nato primerjali izrezane šotne bloke z luknjami v barju, od koder so bili izrezani in tako rekonstruirali položaj posmrtnih ostankov. Lobanja in dve kosti sta bili odkriti na globini 2,5 m, večina preostalih kosti pa je ležala na globinah od 3 do 3,5 metra v radiju 7 do 8 metrov. Kasneje so kakšna 2 metra jugovzhodno odkrili še stegnenico, ki je pripadala istemu okostju.

## Znanstveni zaključki
Antropološke raziskave kosti so pokazale, da je bil Mož iz Koelbjerga visok med 155 in 160 cm, v času smrti pa je bil star med 20 in 25 let. Na kosteh ni znakov podhranjenosti ali bolezni, zobje pa ne kažejo patoloških sprememb kot je karies. Iz teh analiz znanstveniki sklepajo, da se je pretežno prehranjeval rastlinsko in z mesom kopenskih živali. Dokazov o uživanju morskih živali ni zaznati. Analiza s stroncijivimi izotopi je pokazala, da je najverjetneje celo življenje preživel na otoku Funen, kjer je bilo najdeno njegovo truplo.
Zgodnje DNK analize niso prinesle nobenih uporabnih rezultatov saj je bilo najdenih zelo malo sledi DNK, pa še ta so bile najverjetneje posledica kontaminacije s strani ljudi, ki so truplo premikali. Kasnejše DNK analize so izvedli leta 2016, ko so DNK pridobili iz kočnikov. Analiza je pokazala, da gre za moško truplo, kar je na glavo postavilo prejšnja predvidevanja, da gre za truplo ženske Nekateri znanstveniki so zaradi močne telesne konstrukcije sicer že prej predvidevali, da gre za moško truplo, vendar je obveljalo prepričanje, da so kosti pripadale ženski.
Glede na to, da so kosti trupla našli na večji površini, znanstveniki predvidevajo, da je Mož iz Koelbjerga najverjetneje utonil v jezeru, kjer je truplo dlje časa plavala in postopno razpadalo.
Julija 1941 so znanstveniki preučili cvetni prah, ki so ga našli v notranjem delu lobanje. Rezultati so truplo uvrstili v čas Maglemozijske kulture, ki je na tistem področju živela okoli leta 8000 pr. n. št. Oktobra 1943 so na kraju najdbe izvrtali vrtino do globine, na kateri je bilo najdeno truplo in vzeli dodatne vzorce za analizo. Radiometrično datiranje, ki so ga izvedli leta 1983 je prvotne ugotovitve potrdilo.
Najverjetneje je okostje pripadalo pripadniku skupnosti Maglemozijcev, ki so živeli v naselju, katerega ostanki ležijo 2,5 km stran od kraja najdbe, v bližini Nerverkær-Moora.